# Evan Karagias
Evan Karagias (* 27. November 1973 in Gastonia, North Carolina) ist ein ehemaliger amerikanischer Profiwrestler griechischer Abstammung. Er ist verheiratet und hat 4 Kinder.

## Karriere

### Vor der Wrestlingzeit
Bevor Karagias zum Wrestling kam, war er als Model tätig. Er wurde in zahlreichen Fitness-Magazinen abgelichtet, darunter die Zeitschrift Men's Workout. 1996 arbeitete Karagias für Calvin Klein. Er war außerdem als Schauspieler und Stuntman tätig. Karagias hat einen Uni-Abschluss in Politischer Wissenschaft und Theaterwissenschaften sowie ein Ringer-Stipendium für die North Carolina State University.

### Aktive Wrestlingzeit
Karagias Wrestlingkarriere begann im WCW Powerplant. Er wurde dort trainiert und erstmals als Jobber eingesetzt. Später trat er dann mit dem Namen Evan Courageous auf. Dann wechselte er wieder seinen Ringnamen und kämpfte unter seinem richtigen Namen Evan Kourageous. 1999 konnte sich Karagias bei Mayhem den WCW Cruiserweight Championship von Disco Inferno sichern.

### Three Count
Evan Karagias, Shane Helms und Shannon Moore waren die erste Wrestling "Boy Band". Sie nannten sich Three Count. Zum ersten Mal traten die drei bei Thunder am 23. Dezember 1999 auf. Beim Superbrawl 2000 besiegten sie Norman Smiley in einem Handicap Match. Am 28. Februar besiegten die drei Brian Knobbs und wurden dadurch WCW Hardcore Champions. Am 1. November 2000 zerstritten sie sich während eines Matches gegen die Jung Dragons, Karagias und Moore kamen aber am 19. Februar 2001 wieder zusammen.

### Aus der WCW  wird die WWF
Im März 2001 wurde Karagias nachdem WCW Verkauf von der WWF übernommen. 2001 wurde Karagias dann im August zur HWA geschickt, um seine Fähigkeiten zu verbessern, noch im Dezember wurde er dann von der WWF entlassen. 

### AWA
Nachdem er in der WWF entlassen worden war, trat er in die AWA ein. Karagias war daraufhin sehr erfolgreich und konnte drei Mal den AWA Heavyweight Titel gewinnen.
Am 28. Oktober 2006 gab Evan Karagias sein Karriereende als Wrestler bekannt.

## Titel
- AWA Superstars of Wrestling
  - 3× AWA World Heavyweight Championship
- Heartland Wrestling Association
  - 1× HWA Tag Team Championship, mit Shannon Moore
- World Championship Wrestling
  - 1× WCW Cruiserweight Championship
  - 1× WCW Hardcore Championship

## Schauspieler
Karagias hatte diverse Auftritte in der Soap Opera "All My Children". 1998 spielte er im Film  All My Children mit.